# Äneas Sylvius Caprara
Äneas Sylvius Caprara, född den 16 november 1631 i Bologna, död den 3 februari 1701 i Wien, var en italiensk generalfältmarskalk i tysk tjänst. 
Caprara trädde tidigt i tyske kejsarens tjänst samt åtföljde sin kusin Montecuccoli på hans fälttåg och på hans resa till Sverige (1654). År 1674 blev han av Turenne slagen vid Rhen. Däremot stred han med framgång mot de upproriska i Ungern  och mot turkarna (1683–1686).